# Влада Вукоичић
Влада Вукоичић (Београд, 2. јун 1973) је српски кошаркашки тренер.

## Каријера
На месту главног тренера је дебитовао 2005. године у ФМП-у где је остао три године и са којим је освојио Јадранску лигу 2006. и Куп Радивоја Кораћа 2007. а са клубом је стигао и до полуфинала УЛЕБ купа. После тога је био тренер у Хемофарму, на кратко у белгијском Остендеу а потом и у Босни са којом осваја куп. У августу 2010. је дошао на место главног тренера Мега Визуре и ту остао до 2012. године.
Од октобра 2012. до априла 2013. предводио је Црвену звезду. На клупи црвено-белих имао је скор од 31 победе и 13 пораза, укључујући и серију од 11 узастопних победа у Јадранској лиги и Еврокупу. Клубу је донео први трофеј после 7 година - Куп Радивоја Кораћа 2013, у Еврокупу стигао до „Топ 16“ фазе, а у Јадранској лиги обезбедио друго место на крају лигашког дела, док је у сусретима са вечитим ривалом Партизаном забележио три победе и само један пораз.
Од јуна до новембра 2013. био је на кормилу македонског шампиона МЗТ-а из Скопља. Почетком јануара 2015. ангажовао га је либански клуб Тадамон Зоук. Ипак, тамо се задржао само пар недеља и већ крајем фебруара преузео је бугарски Балкан Ботевград где остаје до јануара 2016.
У јуну 2016. је постављен за тренера у млађим категоријама Мега Лекса, и на тој позицији се задржао до јануара 2019. када је из приватних разлога напустио клуб.

## Успеси
- ФМП Железник:
  - Јадранска лига: 2006.
  - Куп Радивоја Кораћа: 2007.
- Босна:
  - Куп Босне и Херцеговине: 2009.
- Црвена звезда:
  - Куп Радивоја Кораћа: 2013.